# L'Agent immobilier
Ne doit pas être confondu avec Agent immobilier.
L'Agent immobilier est une mini-série franco-belge en quatre parties de 45 minutes réalisée par le couple d’auteurs et réalisateurs israéliens Etgar Keret et Shira Geffen. Elle est diffusée le 1er mai 2020 sur Be Séries et le 7 mai 2020 sur la chaîne Arte.
Adaptée des nouvelles d’Etgar Keret, cette comédie dramatique, aux accents burlesque et fantastique mettant en scène Mathieu Amalric et Eddy Mitchell dans les rôles principaux, reçoit un très bon accueil de la presse et critique télévisée ainsi qu'un succès d'audience auprès du public lors de sa première diffusion.

## Synopsis
À la mort de sa mère, Olivier Tronier, un agent immobilier, hérite d'un immeuble au 27, avenue du Général-Brunet dans le nord de Paris. L'immeuble s'avère insalubre, squatté, mais également occupé en toute légalité par une vieille locataire, Mme Petresco, une amie de sa mère. Alors qu'il s'enfonce dans les ennuis et les dettes, Olivier se retrouve à la rue. Il doit emménager dans un appartement de l'immeuble et commence, par le truchement d'un poisson rouge, à vivre une vie parallèle dans les années 1970. Dès lors, il découvre des secrets inavoués et des souvenirs refoulés.

## Distribution
- Mathieu Amalric : Olivier Tronier
- Eddy Mitchell : Rémi Tronier
- Nicole Shirer : Liliane Petresco
- Ixyane Lété : Sophie Tronier
- Sarah Adler : Louise Tronier
- Michelangelo Marchese : Simon Elmaleh
- Lev Keret : David Elmaleh
- Camille Voglaire : Julia Delpuech
- Félix Vannoorenberghe : Le clochard
- Juliane Lepoureau : Clothilde Bridel (enfant)
- Christelle Cornil : Clothilde Bridel (adulte)
- Philippe Jeusette : Philippe Delpuech
- Yoann Blanc : Sébastien Riberi
- Anne-Pascale Clairembourg : Sylvia
- Philippe van Kessel : M. Zimmerman
- Etgar Keret : Kouba Kotochowski, l'ouvrier polonais
- Nimrod Keret : Pavel Kotochowski, le frère de l'ouvrier polonais
- Hélène Delzenne : Charlotte ex-Tronier
- Fabrice Adde : l'homme au couteau dans l'épaule
- David Manet : le policier
- Sebastián Moradiellos : l'inspecteur Jean Wikstrom
- Sandra Zidani : la professeur d'anglais
- Lazare Gousseau : Raoul Jordan
- Éric Castex : Moïse, le réparateur du gaz
- Jérémy Gillet : le coursier vélo
- Achille Ridolfi : le conducteur de la dépanneuse
- Michel Nabokoff : l'acheteur du loft
- Alice Hubball : l'acheteuse du loft
- Isabelle Defossé : Liliane Petresco (jeune)
- Julien Vargas : Rémi Tronier jeune
- Elliot Goldberg : Olivier Tronier (enfant)
- Catherine Conet : Mme Jordan

## Fiche technique
- Titre : L'Agent immobilier
- Titre allemand : Mein sprechender Goldfisch
- Titre international : The Middleman
- Réalisation : Etgar Keret et Shira Geffen
- Scénario : Etgar Keret et Shira Geffen
- Photographie : David Chizallet
- Montage : François Gédigier
- Son : Olivier Struye
- Costumes : Florence Scholtes et Christophe Pidre
- Décors : André Fonsny
- Musique : Tom Darom et Tamir Muskat (en)
- Musiques additionnelles : Stil d'Acid Arab ; Super Rifle (Balkan Express Train Robbery) de Gogol Bordello et Tamir Muskat (en) ; Bekle Dedi Gitti de Kaan Tangöze
- Production : Les Films du poisson, Arte France, Gapbusters[1]
- Productrices : Yaël Fogiel et Laetitia Gonzalez
- Pays d'origine : France – Belgique
- Langues originales : français et hébreu
- Durée : 4 × 45 min
- Chaîne originale : Arte
- Dates de diffusion : 
  - 1er mai 2020 sur Be Séries (Belgique)
  - 7 mai 2020[note 2] sur Arte (France)
  - 7 mai 2020 sur Arte Deutschland TV (Allemagne)
  - 17 septembre 2020 sur Cellcom (Israël)[2]

## Production

### Projet et inspirations

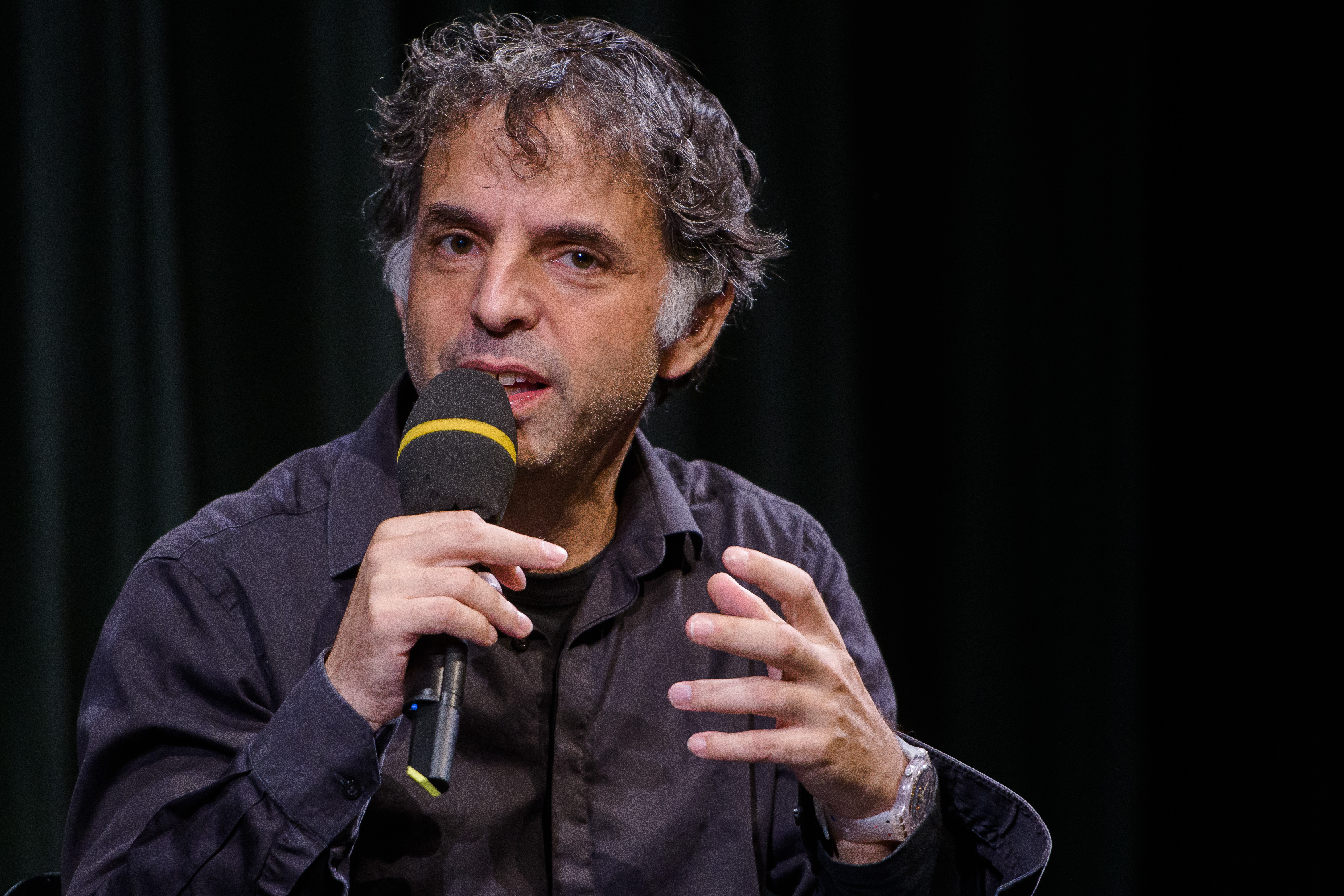
Etgar Keret en 2016.

Etgar Keret s'est inspiré pour l'écriture de la mini-série télévisée de divers éléments déjà présents dans ses propres nouvelles,,. Les thèmes de L'Agent immobilier empruntent beaucoup à des aspects autobiographiques de son auteur qui a été confronté dans sa vie à l'héritage d'un immeuble dans les quartiers pauvres de Tel Aviv à la mort de son père, et aux questions qui en découlèrent, devenues des sujets de ses livres,. Etgar Keret déclare à de nombreuses reprises que le personnage principal de la série est son « alter ego, une version exagérée et tordue de [lui] », qui possède ses qualités et ses défauts ainsi que sa vision du monde.
Par ailleurs, l'utilisation symbolique et psychanalytique d'une maison comme métaphore de l'esprit d'une personne est un thème fréquent de l'œuvre d'Etgar Keret,, lui qui fut le premier occupant, en 2012, de l'homonyme Maison Keret, installation artistique considérée comme la plus étroite maison au monde, construite sur les lieux du ghetto de Varsovie où vécut sa mère durant la guerre et qu'il considère comme un « monument à la mémoire de sa famille » survivante de la Shoah. À cette utilisation métaphorique de la maison, Keret y ajoute deux autres thématiques importantes de son travail d'écrivain que sont la parentalité et la filiation,,, et l'usage du mensonge suscité par « des motivations positives ».
Pour les sources d'inspiration formelles et les références cinématographiques, Shira Geffen indique que la série britannique The Singing Detective (en) (1986) de Dennis Potter, pour la BBC One, a été importante pour l'écriture de L'Agent immobilier, notamment quant à l'aspect onirique et fantastique de la fuite du personnage principal. À cette référence, Etgar Keret ajoute deux films : Barton Fink (1991) des Frères Coen et Le Locataire (1976) de Roman Polanski.

### Financement et casting
|                                                                                          |  |  |
| Les deux acteurs principaux de la mini-série : Mathieu Amalric et Eddy Mitchell en 2018. |  |  |

Selon Etgar Keret, le projet est tout d'abord refusé par la télévision israélienne car « pas assez “prime time”, trop étrange et avant-gardiste », avant de trouver un financement auprès de la productrice Yaël Fogiel (et de sa société de production Les Films du poisson) qui lui fait rencontrer Mathieu Amalric en 2011 au théâtre de l'Odéon. Enthousiaste, ce dernier demande des lectures du scénario et s'investit dans l'idée de participer à la mini-série – qu'il considère comme proche du théâtre de Ionesco –, au point qu'Etgar Keret et sa femme, la réalisatrice Shira Geffen, considèrent dès lors que seul Amalric peut incarner le rôle principal,,. Comme Keret et Geffen, tous deux israéliens, ne parlent pas le français – ce qui dans un premier temps a posé un problème aux producteurs d'Arte France avant d'accepter que le couple israélien soit les réalisateurs de la série –, l'adaptation des dialogues et du script (la traduction a principalement été faite par Raïa Del Vecchio) est également le fruit de leur travail avec Mathieu Amalric (et Yaël Fogiel parlant hébreu) qui intervient régulièrement auprès des auteurs pour s'assurer de « reste[r] bien fidèles à l'esprit original » du scénario,,,.
Les auteurs ont également longtemps cherché le comédien pour interpreter le rôle du père – qu'Etgar Keret voulait être un « mélange de joie de vivre et de tristesse » à l'image de son propre père –, avant de le proposer à un acteur occasionnel et décalé du cinéma français, Eddy Mitchell, car « seule une rock-star » pouvait l'incarner selon eux,,. Ce dernier déclare, dans un long entretien au Le Figaro, avoir été séduit par la proposition à la lecture du scénario – qu'il voit comme « un long poème, une balade pour gens pas très heureux [...] et en même temps, c’est une véritable ode à la vie » – et par l'idée de jouer avec Mathieu Amalric, dont il « admire beaucoup le travail », dans ce projet d'auteurs israéliens mêlant « subversion et poésie » de manière « frontale » et particulièrement originale pour la télévision française.

### Tournage et post-production

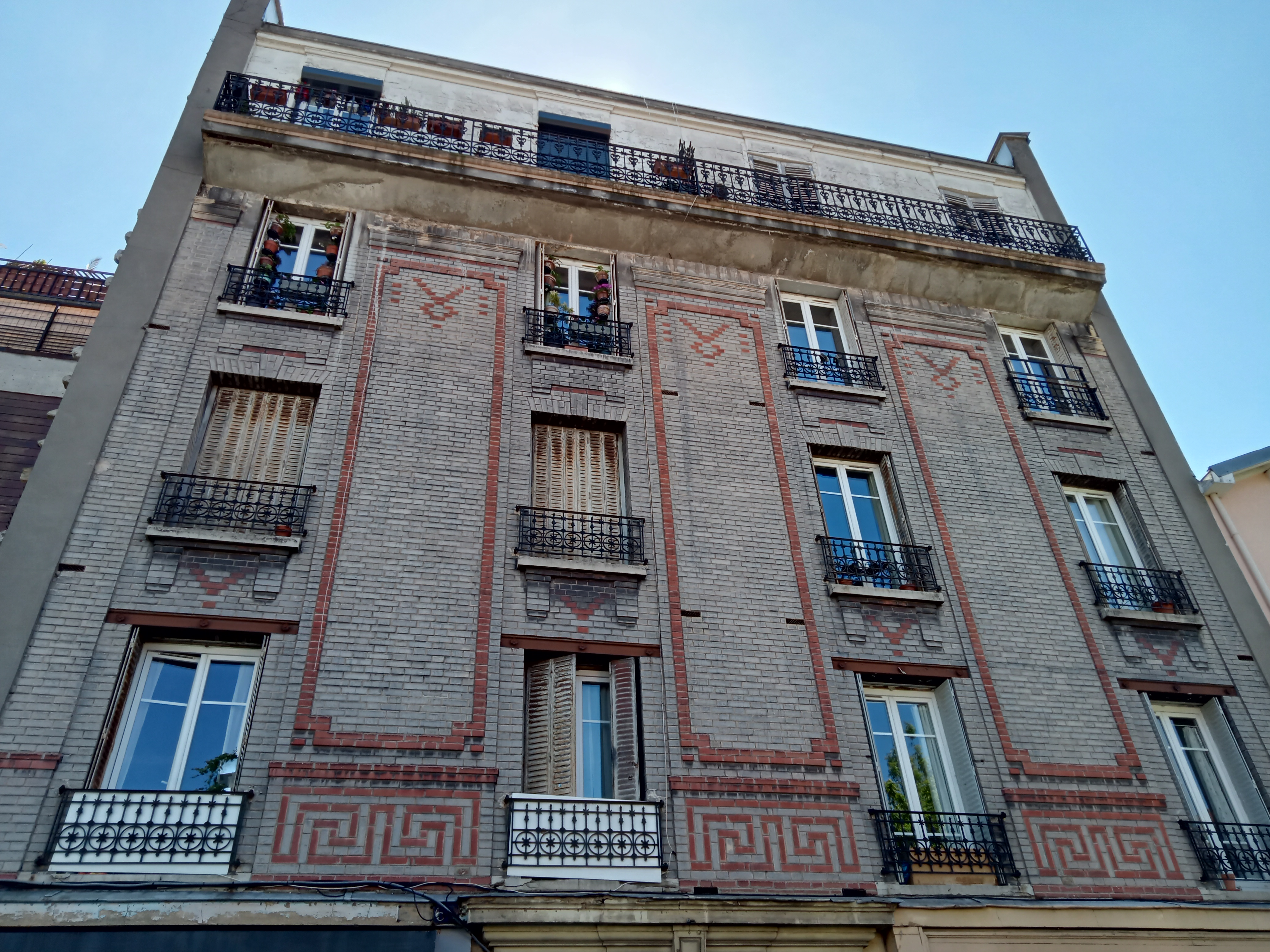
L'immeuble réel de la série, situé au 60, rue Victor-Hugo à Bagnolet.

Les réalisateurs indiquent que si la série est censée se dérouler à Paris, ils ne voulaient pas d'un « Paris de carte postale » ou du « mythe de la Ville lumière. » À l'image du personnage principal aux états d'esprit et émotionnel torturés, ne prenant pas soin de lui, il s'orientent donc vers un « Paris négligé » qu'ils ont trouvé, après des repérages, à Bagnolet.
Le tournage de la série a été principalement réalisé dans la région de Bruxelles-Capitale (à Bruxelles – notamment dans un immeuble désaffecté du Conservatoire royal de musique pour les scènes d'intérieur – et Ixelles) et au monastère de l'Alliance à Rixensart en Belgique ainsi qu'en France à Bagnolet – au no 60 de la rue Victor-Hugo, adresse réelle de l'immeuble de la série – et à Paris (dont le secteur de la cité florale et le cimetière du Père-Lachaise) pour les scènes d'extérieur. Il s'est déroulé durant l'hiver 2018-2019 sur une période de deux mois.

## Accueil

### Réception critique en France
L'Agent immobilier est globalement très bien accueilli par l'ensemble des critiques télévisuelles et de la presse généraliste. Pour la presse spécialisée, Télérama considère la série comme une « odyssée poético-surréaliste » et « une curiosité à la fois loufoque, élégante et bouleversante » portée avant tout par son acteur principal, Mathieu Amalric, qualifié d'« intenable ». L'hebdomadaire culturel lui accorde la note de TTT. Sur la même ligne, le site PureMédias y voit une « fiction à mi-chemin entre plusieurs univers, à la fois comique et sombre, insolite et tendre, avec une pointe de fantastique ». Pour CNews également, ce « récit mêlant le burlesque et le fantastique » est un « univers décalé dans lequel le talent de Mathieu Amalric fait des étincelles [et où] son duo à l’écran avec Eddy Mitchell est un pur délice, au même titre que la galerie de personnages secondaires truculents ». Cet avis est partagé par les deux chroniques sur France Inter de Xavier Leherpeur et Capture d'écrans, pour lesquelles cette série détonne en se portant « hors des standards et des codes habituels [...] à la fois insolite et insolent[e] qui sort des sentiers battus » avec un personnage central possédant « une noirceur qui prête à rire [et un] humour du désespoir qui fait des merveilles » grâce à un Mathieu Amalric « génial et époustouflant » ou « exceptionnel dans ce rôle de antihéros », rejoint sur ce dernier point également par Télé 7 jours. Première salue aussi la performance de l'acteur principal, « au top de son jeu », qui porte à lui seul cette « fiction inclassable » sous forme de « conte farfelu, drôle et sinistre [...] empreint d'une vraie noirceur, mais mâtiné d'un esprit facétieux appréciable [et d'] un sens de l'humour acrimonieux », faisant en conclusion un parallèle avec les films de David Lynch basés sur l'omniprésence des allégories et des symboles.
Pour la presse généraliste quotidienne, les deux critiques du Figaro, très positives, qualifient la série – dans laquelle est mise en avant la « remarquable esthétique discrète mais tellement cinématographique » – de « loufoque et burlesque [...] où l'absurde le dispute si brillamment à la comédie fantastique » et soulignent particulièrement la « joyeuse noirceur [...] d'un anti-héros dépressif » portée par Mathieu Amalric et opposé à « un impérial » Eddy Mitchell constituant une association particulièrement réussie du duo d'acteurs. De même pour Le Monde qui juge que cette « minisérie poétiquement absurde » repose sur un « Mathieu Amalric tragiquement drôle » ou pour le quotidien suisse Le Temps qui met en avant l'étendue de la palette de jeu de l'acteur principal, capable d'interpréter à la télévision des rôles aussi différents que celui d'Olivier Tronier dans cette série et celui de JJA dans Le Bureau des légendes diffusé à la même période. Pour Les Échos la série est « récit rocambolesque, et plein d'action [...] entre fantasmes, rêves et réalité » qui a le mérite de ne pas être lassante grâce à « dialogues savoureux et une mise en scène rythmée et élégante, [et un] jeu des acteurs [qui] y est évidemment pour beaucoup ». Sur la même ligne, L'Humanité voit dans cette « fiction en forme de fable, parfois drôle, parfois tragique, mais toujours grinçante » le moyen pour les auteurs de s'interroger sur les secrets parentaux et la notion de pardon dans une œuvre que le journal juge « be[lle], et époustouflant[e] de bout en bout ».
Pour Le Point, qui lui consacre une longue critique, ce « feuilleton inclassable » – que l'hebdommadaire rapproche des thèmes et de la forme du roman Les Locataires (1971) de l'écrivain américain Bernard Malamud ainsi que l'univers de Kafka – écrit par des « auteurs talentueux », est porté par les comédiens, notant en particulier les performances « somptueuse » de Mathieu Amalric et « fabuleuse » d'Eddy Mitchell,. Enfin, avec cette « mini-série qui sort des codes du genre télévisuel », l'interprétation pleine de « fantaisie » d'Amalric est particulièrement remarquée par Les Inrockuptibles qui le met en couverture de son numéro hebdomadaire et lui consacre un long entretien pour discuter de ses rôles à la télévision et de ses métiers d'acteur et de réalisateur au cinéma auquel le magazine culturel joint un entretien équivalent avec Eddy Mitchell.
Du côté des avis plus réservés, bien qu'elle considère que le téléspectateur se laisse « volontiers embarquer dans cet univers au ton burlesque et kafkaïen », la critique du site d'Allociné pense que la série « souffre parfois de longueurs » et qu'Arte fait l'erreur de diffuser les quatre épisodes en une seule fois « au risque de provoquer l'indigestion », conseillant de la visionner à son rythme sur le site de la chaîne. Le journal Ouest-France pense quant à lui qu'« il faut vraiment aimer le loufoque absolu pour apprécier ce conte un peu trop barré ».

### Réception critique à l'étranger
Lors de sa diffusion sur Arte Deutschland sous le titre Mein sprechender Goldfisch (soit « Mon poisson rouge parlant »), la critique du Stuttgarter Zeitung juge que cette mini-série « sympathique » sous forme de « fantaisie urbaine » tient en équilibre entre la « comédie d'escroc » et la « tragédie de la crise de la quarantaine » grâce à des recettes tirées des films de Roman Polanski, Jean-Pierre Jeunet et Woody Allen tout en « gardant un ton propre de conte de fée moderne ».
En Israël où la série est diffusée le 17 septembre 2020 sur le réseau de Cellcom sous le titre The Middleman, la presse accueille chaleureusement l'œuvre que le journal Haaretz qualifie d'« étonnamment créative » en considérant que Mathieu Amalric « rappelle Buster Keaton [et y] donne l'une de ses meilleures performances ». Dans ce même article, Etgar Keret précise qu'il a été surpris par la perception d'« univers surréaliste » que les Français ont eu de sa série (dès la production) alors que selon lui il s'agit simplement d'Israël et de sa société actuelle, culturellement légèrement différente de la société française, créant ainsi « un décalage singulier ». Pour le Jerusalem Post, la série est à l'image de l'univers de son créateur, « surréel voire surnaturel », dont le public israélien est familier.

### Audiences
La mini-série de quatre épisodes est diffusée en une seule fois sur Arte au cours de la soirée du jeudi 7 mai 2020. Elle réunit, pour les deux premiers épisodes (comptant pour les audiences de première partie de soirée selon Médiamétrie), une moyenne de 1,831 million de téléspectateurs soit de 6,7 % de parts de marché (PdM) – la cinquième position de la soirée –, ce qui constitue un vrai succès pour la chaîne culturelle franco-allemande opposée ce soir-là au film Les Visiteurs 2 sur TF1 (6,12 millions soit 24,6 % de PdM), à la série américaine Why Women Kill sur M6 (3,29 millions soit 12 % de PdM), au film américain inédit Wonder sur France 3 (2,58 millions soit 9,9 % de PdM) et au magazine d'information Cellule de crise de France 2 (2,47 millions soit 9,5 % de PdM),.
Cette performance s'inscrit dans une période où Arte, sous l'impulsion de sa présidente Véronique Cayla, progresse auprès d'un public plus large (2,5 % d'audience moyenne pour l'année 2019, un record pour la chaîne) et enchaîne une série de succès d'audiences pour ses programmes – elle est l'une des rares chaînes du paysage audiovisuel français en hausse dans un contexte de perte de téléspectateurs des chaînes traditionnelles au profit de la vidéo à la demande ou de plateformes de type Netflix –, en particulier grâce à ses propositions ecclectiques et à sa propre plateforme internet,,.
L'Agent immobilier est rediffusé les 28 et 29 décembre 2022 sur Arte en troisième partie de soirée.

## Distinctions
La mini-série est présentée le 13 septembre 2019 au cinéma Le Dragon de La Rochelle lors de l'édition 2019 du Festival de la fiction TV où elle obtient le prix du meilleur scénario,. Elle est également projetée en avant-première à l'auditorium de la Bibliothèque publique d'information du Centre Pompidou, le 23 novembre 2019, dans le cadre du cycle de présentation « Samedi Séries » suivi de discussions menées en collaboration avec l'hebdomadaire Télérama.